# Tmarus candidissimus
Tmarus candidissimus är en spindelart som beskrevs av Cândido Firmino de Mello-Leitão 1947. 
Tmarus candidissimus ingår i släktet Tmarus och familjen krabbspindlar. Inga underarter finns listade i Catalogue of Life.